# Neom
Neom (arabiska: نيوم) är en stad i provinsen Tabuk i nordvästra Saudiarabien på gränsen till Jordanien med en bro över Röda havet till Egypten. Satsningen presenterades av Saudiarabiens kronprins Mohammed bin Salman i Riyadh 24 oktober 2017. En fond på 500 miljarder (USD) har avsatts till projektet.

Neom i grönt på kartan över Saudiarabien.

 Enligt en artikel i The Economist 2022 hade bara två byggnader uppförts och merparten av området var öde öken.
Staden, som enligt planen skulle bli större än New York, skall ha sina egna lagar, skatter och ett autonomt juridiskt system och skall drivas med solenergi och vindkraft. Neom är en del av Saudi Vision 2030 som skall minska landets beroende av olja. Stadens namn har bildats av två ord, det grekiska Neo som betyder ny och första bokstaven i det arabiska Mustaqbal (مستقبل) som betyder framtid.
Mer än en miljon invånare förväntas bo på det 26 500 kvadratkilometer stora området. I den första delen ingår The Line, ett futuristiskt bostadsområde helt utan bilar och med all infrastruktur under marken. Områdets första flygplats Neom Bay Airport öppnade i juni 2019.
En vätgasfabrik som skall drivas med 4 gigawatt sol- och vindenergi  beräknas stå klar år 2025.
Staden öppnade den 27 oktober 2024.